# Silvia Nair Goyanes
Silvia Nair Goyanes (Buenos Aires, 1 de abril de 1964) es una investigadora y tecnóloga argentina. Es directora desde 1999 del Laboratorio de Polímeros y Materiales Compuestos de la Universidad de Buenos Aires, Argentina, donde desarrolló una carrera científica y tecnológica en el área de la física de materiales.

## Biografía
Silvia Goyanes se graduó como Licenciada en Física en 1990 en la Facultad de Ciencias Exactas y Naturales de la Universidad de Buenos Aires.
En 1996 obtuvo el doctorado en Ciencias Físicas, también por la Universidad de Buenos Aires. Interesada en trabajar en ciencia de materiales, hizo un posdoctorado en el País Vasco, dirigida por Iñaki Mondragón, donde consolidó la concepción de una la investigación aplicada, orientada a la industria.
Desde 2003 es profesora del Departamento de Física de la Facultad de Ciencias Exactas y Naturales de la UBA.
Se desempeña como Investigadora del Consejo Nacional de Investigaciones Científicas y Técnicas de Argentina (CONICET). Es directora del Laboratorio de Polímeros y Materiales Compuestos de la UBA. Su trabajo está centrado en la síntesis de nanopartículas y la utilización de nanoestructuras para generar materiales compuestos de matriz polimérica. Estas investigaciones tienen aplicaciones de alto interés tecnológico y ambiental y han generado varias patentes nacionales e internacionales. 
Su trabajo tiene tres líneas principales: una de ellas se aboca al diseño de películas biodegradables y comestibles (biofilms) en base al almidón de maíz y de mandioca, de interés para la industria alimentaria.
Otra línea busca el desarrollo de materiales para el filtrado y descontaminación de agua con arsénico; en particular ha desarrollado un sistema fotocatalítico con nanotubos de carbono activados por luz solar que permiten la eliminación del arsénico del agua dulce para consumo humano.
La tercera línea está orientada al desarrollo de métodos para la remediación del ambiente mediante la recuperación selectiva de hidrocarburos en caso de derrames. Han desarrollado paños textiles para de eliminar derivados de petróleo de superficies y también filtros con membranas de nanofibras para la descontaminación del agua de compuestos orgánicos volátiles.
Durante la pandemia de coronavirus codirigió un proyecto que desarrolló materiales textiles con propiedades antivirales, con el objeto de fabricar barbijos para uso social, con la capacidad de inactivar el virus en 5 minutos. Estos barbijos se comercializan actualmente bajo la denominación comercial Atom-Protect.
En relación con el rol de la mujer en la ciencia, Goyanes sostiene que su visibilización es relevante: «Respecto a la igualdad en el acceso, creo que todavía hay mucho por hacer. En CONICET, por ejemplo, la presidencia la ocupa una mujer, pero si ves el directorio hay muchísimos más varones. Tampoco hay muchas mujeres en las máximas categorías. Ni hablar respecto a los premios Nobel. Hay estudios que dicen que a partir de los cinco años las mujeres se sienten menos inteligentes que los varones y eso es algo cultural. Por eso creo que una buena medida sería ir a los colegios primarios y secundarios a mostrarle a nuestras estudiantes que hacer ciencia está bueno, porque te permite ver las cosas de otra manera».

## Premios
Recibió numerosas distinciones, entre las que se cuentan:
- Premio Iberoamericano a la Innovación y el Emprendimiento 2010 por el proyecto “Films Biodegradables. Producto desarrollado a base de almidón y Nanopartículas de Almidón”
- Premio UBATEC 2016 por el proyecto “Eco-Tendencia. Envases para un mundo más limpio.
- Premio INNOVAR 2017 en la categoría producto y diseño innovador por el proyecto “PAbs50: Paños Absorbentes para Remediación Ambiental”.[9]
- Premio L'Óreal-UNESCO Por la Mujer en la Ciencia 2018 por su labor dedicada a generar filtros que contribuyan a mitigar la contaminación del agua.[10]
- Premio Senador Domingo Faustino Sarmiento en  2019, en reconocimiento a la labor destinada a mejorar la vida de la comunidad.
- Premio Consagración en Ingeniería otorgado por la Academia Nacional de Ciencias Exactas, Físicas y Naturales, año 2020.[11]
- Premio Ada Byron a la Mujer Tecnológica y Científica Argentina edición 2020, por el desarrollo de telas antivirales, bactericidas y fungicidas.[12]
- Premio Konex de Platino 2023 por su trabajo en Ingenierías en la última década.[13]
- Premio Houssay Trayectoria 2023 en el área de Física, Matemática, Ciencias de la Computación y Astronomía.[14]